# Georg Joseph Beer
Georg Joseph Beer, född 23 december 1763 i Wien, död där 11 april 1821, var en österrikisk oftalmolog.
Beer blev medicine doktor 1786 och vann relativt snabbt ett stort anseende såsom praktisk ögonläkare; därjämte utövade han såsom lärare en så betydande och framgångsrik verksamhet, att regeringen 1812 beslöt att för honom inrätta en särskild lärostol i oftalmologi vid Wiens universitet.
Beer räknas bland den moderna ögonläkekonstens mera betydande representanter. Till hans Lehre von den Augenkrankheiten (två band, 1792; ny upplaga 1813) anslöt sig mer eller mindre nästan alla under förra hälften av 1800-talet utkomna läroböcker i oftalmologi. Viktig ur bibliografisk synpunkt är hans Bibliotheca ophthalmica (tre band, 1799-1800).

## Fotnoter
1. 1 2  SNAC, SNAC Ark-ID: w6rr344t, läs online, läst: 9 oktober 2017.[källa från Wikidata]
2. 1 2  Who Named It?, Whonamedit?-ID: 830, läst: 9 oktober 2017.[källa från Wikidata]
3. 1 2  Beer, Georg Joseph, vol. 1, Biographisches Lexikon des Kaiserthums Oesterreich, s. 222.[källa från Wikidata]